# C'est dur d'être un homme : La Promesse
Série C'est dur d'être un homme
C'est dur d'être un homme : Tora-san et la Geisha
(1981) C'est dur d'être un homme : L'Indécis
(1982)
Pour plus de détails, voir Fiche technique et Distribution.
C'est dur d'être un homme : La Promesse (男はつらいよ 寅次郎紙風船, Otoko wa tsurai yo: Torajirō kamifūsen) est un film japonais réalisé par Yōji Yamada et sorti en 1981. C'est le 28e film de la série C'est dur d'être un homme.

## Fiche technique
- Titre : C'est dur d'être un homme : La Promesse[1]
- Titre original : 男はつらいよ 寅次郎紙風船 (Otoko wa tsurai yo: Torajirō kamifūsen?)
- Réalisation : Yōji Yamada
- Scénario : Yōji Yamada et Yoshitaka Asama
- Photographie : Tetsuo Takaha (ja)
- Montage : Iwao Ishii (ja)
- Musique : Naozumi Yamamoto
- Décors : Mitsuo Degawa
- Producteur : Kiyoshi Shimazu et Tetsuo Sao
- Société de production : Shōchiku
- Pays de production :  Japon
- Langue originale : japonais
- Format : couleur — 2,35:1 — 35 mm — son mono
- Genres : comédie dramatique ; romance
- Durée : 101 minutes[2] (métrage : huit bobines - 2 761 m[2])
- Dates de sortie :
  - Japon : 28 décembre 1981[2]

## Distribution
- Kiyoshi Atsumi : Torajirō Kuruma / Tora-san
- Chieko Baishō : Sakura Suwa, sa demi-sœur
- Masami Shimojō (ja) : Ryūzō Kuruma, son oncle
- Chieko Misaki (ja) : Tsune Kuruma, sa tante
- Gin Maeda (en) : Hiroshi Suwa, le mari de Sakura
- Hidetaka Yoshioka : Mitsuo Suwa, le fils de Sakura et de Hiroshi
- Mikiko Otonashi (ja) : Mitsue Kuratomi
- Shōichi Ozawa : Tsunesaburō Kuratomi, son mari
- Kayoko Kishimoto : Aiko Odashima
- Takeo Chii : Kenkichi Odashima, son frère
- Hiroshi Inuzuka (ja) : Shigeru, charpentier et ancien camarade d'école de Tora-san
- Takehiko Maeda (ja) : Yanagi, ancien camarade d'école de Tora-san
- Hachirō Azuma (ja) : Yasuo, blanchisseur et ancien camarade d'école de Tora-san
- Kyōko Kozakura (ja) : Sumiko, ancienne camarade d'école de Tora-san
- Tokuko Sugiyama (ja) : la propriétaire de l'auberge
- Keiroku Seki (ja) : l'homme qui se rase
- Hisao Dazai (ja) : Umetarō Katsura, le voisin imprimeur
- Gajirō Satō (ja) : Genko
- Chishū Ryū : Gozen-sama, le grand prêtre